# Amediateka

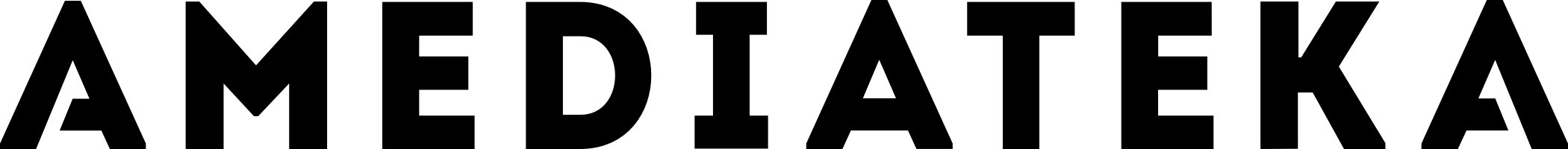
Логотип сервісу з 2014 по 2023 рік

Amediateka («Амедіатека») — російський онлайн-сервіс відео на вимогу компанії Amedia TV, яка також особисто та через посередників розповсюджувала придбаний ліцензійний контент на сторонні платформи у Росії, країнах СНД, Україні та Грузії.

## Опис
Запущений у 2013 році онлайн-кінотеатр став одним із перших сервісів Росії, що надавав доступ за моделлю передплати, а в період піку свого розвитку в 2021 році займав перші позиції на російському ринку відео за запитом, каталог налічував 4000 епізодів. Amediateka пропонує доступ до ексклюзивних релізів HBO, CBS та інших гігантів індустрії, включає бібліотеку вже програм HBO та програм HBO Max, FOX, Showtime, Starz, BBC, ABC Studios, Sony Pictures Television та інших. Компанвя не озвучує серіали, замовляючи озвучення у студій дубляжу.

## Історія
У липні 2012 року стало відомо про плани HBO почати роботу в РФ у співпраці з Access Industries Леонарда Блаватніка, яка володіє контрольним пакетом акцій Amedia. Time Warner і Amedia створили спільне підприємство. У вересні було засновано компанію Amedia TV, її очолив Віталій Студитських як генеральний директор.
Технічна розробка VOD-проекту розпочалася у березні 2013 року зусиллями команди у складі 35-ти осіб і тривала три місяці, після чого Amediateka почала обслуговувати перших клієнтів. Запуск сервісу відбувся 15 червня 2013 року. Початкова вартість передплатної підписки складала 230 рублів на місяць. Із запуском вебсайт сервісу не мав можливості дивитися серіали з оригінальним звуком, та це було виправлено в перший місяць роботи. Його запуску передували трирічні перемовини з HBO та іншими правовласниками про постачання контенту для відеосервісу та телеканалів Amedia TV. Як зазначив гендиректор Amedia TV, домовленості з HBO та іншими студіями почали формуватися в 2011 році. Акціонери компанії вже давно спілкувалися з HBO на тему того, щоб привезти їх серіали. Створення сервісу коштувало компанії $3 млн, за словами генерального директора компанії-розробника «тестової версії» Amediateka, Spb TV Кирила Філіппова.
У травні 2013 року кінокомпанія Amedia отримала виняткові права на трансляцію та дистрибуцію контенту американської преміальної телевізійної мережі НВО на території Росії. За угодою з HBO терміном на 5 років, сервіс отримував усі серії заздалегідь для їх публікації з перекладом в той самий день одночасно з прем'єрою у Сполучених Штатах. Тоді ж Amedia уклала багаторічну угоду з CBS Studios International на виключне право мультиплатформного мовлення поточного та майбутнього контенту самої студії CBS та її підрозділу Showtime.

### Подальший розвиток
У червні 2013 року Amedia повідомила, що підписала ексклюзивну довгострокову угоду з Twentieth Century Fox Television Distribution на право транслювати на своїх телеканалах та VoD-сервісі популярні шоу та серіали Fox. Угода про співробітництво передбачає, що Amedia матиме ексклюзивні права на мовлення поточних та нових сезонів серіалів американської телемережі Fox.
У січні 2014 року Amedia TV уклала ексклюзивний договір з Starz Worldwide Distribution, згідно якого прем'єри всіх проектів каналу Starz в Росії будуть проходити на мережах групи Amedia, а весь доступний на сьогодні та майбутній кіноконтент каналу Starz буде доступний у VoD-сервісі Amediateka.
Наприкінці січня 2014 року була запущена нова версія Amediateka. За підсумками шести місяців, Amediateka налічувала 110 тисяч передплатників. Вартість місячної переплати складала 299 рублів з можливістю використовувати один обліковий запис на п'яти пристроях одночасно, каталог контенту налічував понад 60 серіальних блокбастерів загальною тривалістю понад 1500 годин та 200 фільмів. Виторг за пів року склав 13,7 млн руб. За словами тодішнього керівного партнера компанії, Олександра Акопова, щомісяця за сервіс сплачували у середньому 10 тисяч передплатників.
У лютому 2014 року Amedia уклала угоду з ВВС Worldwide.
У вересні 2015 року стало відомо що в рамках угоди Amedia TV з The Walt Disney Company CIS бібліотеку Amediateka поповнить каталог з декількох десятків популярних серіалів ABC Studios, що буде представлений в окремому розділі та в окремій передплаті під назвою «Найкращі серіали ABC Studios», і передбачає постійну ротацію контенту та появу практично відразу після прем'єри в США.
Восени 2016 року онлайн-кінотеатр вийшов на самоокупність, загальна база абонентів онлайн-кінотеатру, що платять, у 2016 році налічувала 600 тисяч осіб, дохід від Amediateka за підсумками того ж року зріс на 112 % і становив 600 мільйонів рублів. Сукупний виторг Amedia TV, куди також входять чотири телеканали, збільшився на 40 % — до 1,3 мільярда рублів. Чистий прибуток компанії в 2016 році склав 400 мільйонів рублів.
У квітні 2017 року Amedia TV уклала нову ексклюзивну ліцензійну угоду з CBS Studios International, що включає кілька серіалів та фільмів.
У липні 2017 року в рамках продовження угоди з HBO ще на 5 років Amedia TV набула статусу ексклюзивного дистриб'ютора телемережі HBO у регіоні, з яким прем'єри всіх нових серіалів, фільмів, документальних фільмів, концертів та спеціальних заходів HBO у російському регіоні відбуватимуться на мережах Amedia TV одночасно з релізами у США. У вересні того ж року Amediateka та пакет платного телебачення Amedia TV перезапустилися під спільним брендингом Home of HBO, а в листопаді кількість зареєстрованих користувачів сягнула 5 мільйонів.
У березні 2018 року Amedia TV уклали нову угоду з 20th Century Fox, у рамках якої Amediateka здобула ексклюзивні права на трансляцію трьох, розповсюджуваних 20th Century Fox Television серіалів, і їх наступних сезонів.
З 1 серпня 2018 року Amediateka перейшла на власну технологічну платформу.
За підсумками 2018 року виторг Amedia TV склав майже 1,9 млрд руб., прибуток від продажів — понад 240 млн руб., чистий прибуток наблизився до 77 млн руб. За даними дослідження російського ринку відеосервісів компанії TMT Conculting того ж року, Amediateka займала третє місце з часткою ринку 11 %.
У лютому 2019 року Amedia TV уклала нову довгострокову ліцензійну угоду зі Sky Vision, яка передбачає прем'єрні ексклюзивні покази контенту Sky Vision у Росії одночасно з світовими прем'єрами.
У травні 2019 року Amedia TV підписали з CBS нову ексклюзивну багаторічну багатосерійну угоду про ліцензування телесеріалів від мережі Showtime і онлайн-платформи CBS All Access. Угода включає численні серіали з бібліотеки Showtime, та охоплює поточні, а також майбутні серіали Showtime та поточні оригінальні програми CBS All Access. Онлайн-кінотеатр Amediateka отримав ексклюзивний доступ до серіалів і фільмів які розповсюджує CBS Studios International.
У липні 2019 року Amedia TV підписали ліцензійну угоду з Lionsgate на перелік поточних і майбутніх шоу, включаючи ексклюзивні права на серіали в Росії.
У липні 2020 року онлайн-кінотеатр Amediateka в рамках угоди з потоковим сервісом DAZN отримав право показувати боксерські поєдинки в прямому ефірі.
У липні 2021 року онлайн-кінотеатр Amediateka уклав угоду з американською компанією WarnerMedia, згідно з умовами якої, вибраний контент HBO Max буде ексклюзивно доступний підписникам онлайн-сервісу Amediateka та користувачам підписки Amediateka на партнерських сервісах від серпня того ж року в Росії, СНД, Україні та Грузії.
За підсумками 2021 року виторг Amediateka зріс на 21 %, до 3,4 мільярда рублів, чистий прибуток зріс в 1,7 раза, до 731 мільйона рублів.
За першу половину 2022 року на платформі з'явилися англійська, новозеландська та фінська прем'єри, а пізніше на сервісі стали доступні безліч тайтлів з Латинської Америки, Азії та Туреччини — що є популярним серед російських онлайн-кінотеатрів рішенням щодо вимушеного «імпортозаміщення» у зв'язку із відкликанням контенту та припиненням подальшого ліцензування, прозваним «контентною блокадою» Російської Федерації, що є наслідком вторгненням Росії в Україну. Станом на квітень того ж року на відеосервіс було підписано близько 1,5 мільйона людей. 22 листопада того ж року засновник «Амедіатеки» Олександр Акопов вийшов із ради директорів онлайн-кінотеатру «Амедіатека» і перестав бути його співвласником. Наприкінці року компанія ввела цензуру по відношенню до зарубіжних серіалів. Виторг компанії зріс на 39,4 % порівняно з 2021 роком і склав 4,8 млрд руб., з яких майже 90 % (4,3 млрд руб.) приніс саме відеосервіс. Частка каналів під брендом Amedia у загальному виторгу становить близько 10 % (523,3 млн руб.). Чистий прибуток Amedia TV виріс на 37,1 % — до 970,1 млн руб. Компанія єдиною у Росії закрила рік без збитку.
В січні 2023 року через обставини що не розголошуються Amediateka втратила свій статус «Home of HBO», що прес-служба стрімінгу пояснила «оновленням візуального стилю». З серпня того ж року Amediateka входить до переліку російського програмного забезпечення, обов'язкового для попереднього встановлення на смарт-телевізори, що продаються на території Російської Федерації починаючи з 2024 року.
Станом на 2024 рік на Amediateka продовжують виходити нові сезони деяких серіалів HBO та Max. Стрімінговий сервіс також показує нові серіали AMC, Paramount+ та Showtime. ЗМІ припускають, що компанія досягла угоди із правовласниками цих серіалів, але офіційно про це не оголошували.

## В Україні
На території України ліцензований контент Amedia TV з 2017 по 2022 рік розповсюджувала «Медіа Група Україна», продаючи права на бібліотеку відеоконтенту онлайн-сервісу Amediateka та міжнародні версії платних телеканалів компанії у широкій дистрибуції, зокрема в сегменті ОТТ.
29 грудня 2017 року платформа oll.tv компанії Digital Sreens, дочірнього підприємства «МГУ» відкрила підписку на відеоконтент сервісу Amediateka вартістю 99 гривень на місяць. Невдовзі контент сервісу Amediateka з'явився на українських ОТТ-сервісах Megogo, Divan.tv та sweet.tv, а з 1 червня 2019 року став доступний і для абонентів Київстар на дочірній платформі Kyivstar Go TV. З 1 травня до 20 листопада 2021 року oll.tv та похідні від нього платформи стали ексклюзивним держателем бібліотеки відеоконтенту у рамках акії з просування сервісу, після чого угоду з Megogo було відновлено. Тоді ж було уклаладено угоду на мовлення у підтримуваній 1+1 Media платформі «Київстар ТБ» телеканалів A Premiere, A Classic та A First International, на яких транслювався контент з бібліотеки сервісу. Після закриття OLL TV, Megogo залишився єдиними постачальником відеоконтенту з бібліотеки Amediateka в Україні безпосередньо до споживача, де залишасвся доступний для перегляду до середини лютого 2023 року.
Наприкінці 2023 року громадська спілка «Ініціатива Чисте небо» звернулася до Національної ради України з питань телебачення і радіомовлення стосовно ухвалення рішення про внесення аудіовізуального медіа-сервісу на замовлення Amediateka до Переліку аудіовізуальних медіа-сервісів на замовлення та сервісів провайдерів аудіовізуальних сервісів держави-агресора. Національна рада задовольнила клопотання, постановивши повідомити: Національну комісію, що здійснює державне регулювання у сферах електронних комунікацій, радіочастотного спектру та надання послуг поштового зв'язку, щодо обмеження постачальниками електронних комунікаційних послуг доступу до вебсайту amediateka.ru; платформи цифрової дистрибуції мобільних застосунків щодо заборони використання на території України мобільного застосунку Amediateka; виробників телевізійних приймачів та кінцевих (термінальних) обладнань, що поставляються в Україну, щодо заборони встановлення програмного забезпечення Amediateka, та припинення доступу до зазначеного аудіовізуального медіа-сервісу на замовлення; Національний банк України та міжнародні платіжні системи щодо заборони оплати аудіовізуального медіа-сервісу на замовлення Amediateka на території України.

## Нагороди
- У 2014 році онлайн-кінотеатр Amediateka отримав статуетку «Премія Рунета» (Національна премія за внесок у розвиток російського сегмента мережі Інтернет)[52].
- У 2016 році онлайн-кінотеатр Amediateka отримала премію «Золотий промінь» в номінації «Найкращий онлайн-кінотеатр/інтерактивна платформа»[53].
- У 2019 онлайн-кінотеатр Amediateka отримала премію «Велика цифра» як кращий VOD-сервіс[54].

## Керівництво компанії
Генеральний директор — Тетяна Калита;
Віце-президент з комерції — Дмитро Сичугов.

## Власник
Онлайн-сервісом Amediateka керує зареєстрована у Росії як товариство з обмеженою відповідальністю «А Серіал» компанія Amedia TV, 100 % якої за даними Єдиного державного реєстру юридичних осіб належить ТОВ «АМ ТВ», 63,3 % якої належить ТОВ «КС Капітал», 16,7 % — ТОВ «АА Медіа Інвест», ще 20 % — ТОВ «Амедіа Продакшн».

## Оцінка
У лютому 2021 року експерти російського видання Forbes оцінили Amediateka в 129 мільйонів доларів США. За їхніми підрахунками доля Amediateka на домашньому ринку онлайн-відеосервісів становить близько 4 %.

## Нотатки
1. ↑  Передплатниками вважаються всі, хто хоча б один раз оплатив передплату на сервіс.
2. ↑  У жовтні 2018 року Amediateka сполучила передплату «ABC Studios» та її каталог контенту з основною передплатою, залишивши її вартість незмінною[22].
3. ↑  У країнах, де мережа під брендом HBO не існує сама по собі, програмування мережі надається за ліцензією на місцеві послуги платного телебачення або через базовий кабельний канал; усі з них мають право називати себе Home of HBO з 2010 року.
4. ↑  Наступного дня, 23 листопада, Акопов вступив на посаду гендиректора телеканалу СТС та заступника гендиректора Національної Медіа Групи. За кілька місяців, у лютому, він потрапив під санкції Євросоюзу[41].
5. ↑  5 грудня у Росії набув чинності новий пакет законів про заборону так званої «пропаганди нетрадиційних сексуальних відносин». Він припускає, що «Кинопоиск», Amediateka, Okko та інші «аудіовізуальні сервіси» з аудиторією понад 100 тисяч осіб на добу, доступ до яких надається за плату або за умови перегляду реклами, зобов'язані «не допускати використання сайту для поширення» так званої «гей-пропаганди». При цьому в законодавстві немає чіткого визначення «пропаганди», а формулювання «нетрадиційні сексуальні уподобання» не описує, які саме «уподобання» суд вважатиме «нетрадиційними». Штрафи для юридичних за новими законами — від 800 тисяч до 10 мільйонів рублів[42].
6. ↑  За часи діяльності, компанією Digital Screens було засновано як мінімум три, похідні від OLL TV партнерські платформи, серед яких служби для пов'язаних з SCM активів, зокрема «Інтерактивне ТБ» для Укртелеком і YASNO TV для Yasno а також незалежний сервіс Vodafone TV для ПрАТ «ВФ Україна»[47].
7. ↑  Прес-служба Megogo заявляла, що компанія не планує продовжувати співпрацю з каналом через посередників і зацікавлена співпрацювати безпосере з HBO, тому бажає взяти участь у тендері та чекає на офіційне запрошення від правовласника[49]. 15 вересня 2023 року компанія Megogo підписала багаторічну ліцензійну угоду з Warner Bros. Discovery на показ бібліотеки HBO та обраного контенту Max в Азербайджані, Вірменії, Казахстані, Киргизстані, Таджикистані, Туркменістані та Узбекистані і ексклюзивно в Україні до кінця 2025 року[50].
8. ↑  Юрособа громадянки Росії Ксенії Сокольської, яку знайомі Блаватника називали його довіреною особою[57].
9. ↑  Юрособа громадянина Росії Володимира Кірсанова, що до 22 листопада 2022 року належала колишньому президенту кінокомпанії Amedia Олександру Акопову[41].
10. ↑  Юридична особа компанії Amedia, що на 100 % керується Amedia Networks Limited, кіпрською структура інвестора проекту Леонарда Блаватника, який має частки в кількох публічних компаніях через свою приватну американську компанію Access Industries.